# Бахур, Симон
Симон Бахур (исп. Simón Bajour) или Шимша Бахур (исп. Szymsia Bajour; настоящее имя Шимон Бахуж, пол. Szymon Bachórz; 4 апреля 1928, Насельск — 8 февраля 2005, Буэнос-Айрес) — аргентинский скрипач польско-еврейского происхождения. Исполнял как академическую музыку, так и аргентинские танго.

## Биография
Начал заниматься скрипкой в Варшаве под руководством Вильгельма Крышталя. В 1937 году вместе с семьёй переехал в Аргентину, где его учителем стал Льерко Шпиллер.
Играл в Аргентинском национальном симфоническом оркестре, был первой скрипкой в оркестре оперного театра «Колон» и камерного оркестра «Солисты Буэнос-Айреса». Как ансамблист на рубеже 1950-60-х гг. участвовал в квинтете, образованном Астором Пьяццолой, в его составе осуществил в 1961 году запись первого написанного композитором танго Adiós Nonino. В 1961—1967 гг. работал в Национальном симфоническом оркестре Кубы — с перерывом в 1963—1965 гг., когда он совершенствовал своё мастерство в Московской консерватории под руководством Давида Ойстраха. В связи с работой на Кубе, учёбой в Москве и левыми взглядами был внесён аргентинскими спецслужбами в чёрный список. По возвращении в Аргентину концертировал по стране до 1975 года, когда, после очередного правого поворота в государственной политике, вынужден был уехать из страны. В 1976—1980 гг. жил и работал в мексиканском городе Халапа, играл в различных оркестрах Мексики. Вновь вернувшись на родину, в 1983—1992 гг. постоянно выступал с пианистом Альдо Антоньяцци, исполняя, в частности, все сонаты для скрипки и фортепиано Людвига ван Бетховена.На протяжении многих лет вёл музыкально-педагогическую деятельность, среди его учеников, в частности, Алехандро Руткаускас.
Параллельно с карьерой академического музыканта с юных лет играл танго в различных музыкальных клубах и с различными оркестрами.
Бахур имел четверых детей от двух браков. Среди них Сесилия Бахур (исп. Cecilia Bajour; род. 3 августа 1961), аргентинский литературовед, профессор нескольких латиноамериканских университетов, специалист по литературе для детей и юношества.